# 🇦🇨
🇦🇨 is een Unicode vlagsequentie emoji die gebruikt wordt als regionale indicator voor het eiland Ascension. De meest gebruikelijke weergave is die van de vlag van Ascension, maar op sommige platforms (waaronder Microsoft Windows) ziet men de letters AC.
De vlagsequentie is opgebouwd uit de combinatie van de Regional Indicator Symbols 🇦 (U+1F1E6) en 🇨 (U+1F1E8), tezamen de ISO 3166-1 alpha-2 code AC voor Ascension vormend.
Deze emoji is in 2010 geïntroduceerd met de Unicode 6.0-standaard.

## Gebruik

De landsvlag van Ascension

Deze emoji wordt gebruikt als regionale aanduiding van het eiland Ascension; dit is een deel van het eilandterritorium Sint-Helena, Ascension en Tristan da Cunha, maar deze emoji geeft expliciet de vlag van het eiland zelf weer.

## Codering

De Twemoji-implementatie

### Unicode
In Unicode vindt men de 🇦🇨 met de codesequentie U+1F1E6 U+1F1E8 (hex).

### Shortcode
Er zijn shortcodes  voor 🇦🇨; in Github kan deze opgeroepen worden met :ascension_island:,  in Slack kan het karakter worden opgeroepen met de code :flag-ac:.